# Округ Рогатин
Округ Рогатин (нем. Bezirk Rohatyn, Рогатинский уезд, пол. Powiat rohatyński) — административная единица коронной земли Королевства Галиции и Лодомерии в составе Австро-Венгрии, существовавшая в 1867—1918 годах. Административный центр — Рогатин.
Площадь округа в 1879 году составляла 11,3194 квадратных миль (651,32 км2), а население — 77 826 человек. Округ насчитывал 104 поселения, организованные в 93 кадастровых муниципалитета. На территории округа действовало 2 районных суда — в Рогатине и Бурштыне.
После Первой мировой войны округ вместе со всей Галицией отошёл к Польше.